# Gustavo Salinas Camiña
Gustavo Adolfo Salinas Camiña född 1893 död 5 mars 1964 var en mexikansk flygpionjär och militär och chef för Mexikos flygvapen.
När den mexikanska revolutionen bröt ut fanns inget flygvapen, men under Balkankonflikten användes flygplan med viss framgång. Ledarna för rebellsidan hörde talas om flygets användbarhet som vapen och beordrade 1912 kaptenen Gustavo Salinas Camiña att åka till USA för att anskaffa lämpliga flygplan. Ett tvåmotorigt Martin Pusher flygplan inköptes som man smugglade ut via Arizona till Sonoradistriktet i Mexiko. Samtidigt med flygplansköpet kom Camiña i kontakt med den franske flygpionjären Didier Masson som han anställde som pilot och flyginstruktör. Flygplanet, som döptes till Sonora, underställdes general Álvaro Obregón. Sedan flygplanet hade utrustats för strid använde Masson och Camiña det för att understödja markstridskrafterna i Sinaloa och Nayarit samt Huertistas flotta i hamnstäderna. Camiña räknas som en av de första stridspiloterna. Han kom senare att befordras till general och chef för det mexikanska flygvapnet. Under en period var han även chef för den mexikanska luftmyndigheten, där han ansvarade för tillverkning och konstruktion av flygplan.